# Isländische Badmintonmeisterschaft 1961
Die Isländische Badmintonmeisterschaft 1961 fand in Reykjavík statt. Es war die 13. Auflage der nationalen Titelkämpfe von Island im Badminton.

## Titelträger
| Disziplin    | Sieger                                     |
| ------------ | ------------------------------------------ |
| Herreneinzel | Óskar Guðmundsson                          |
| Dameneinzel  | Lovísa Sigurðardóttir                      |
| Herrendoppel | Lárus Guðmundsson Ragnar Thorsteinsson     |
| Damendoppel  | Hulda Guðmundsdóttir Rannveig Magnúsdóttir |
| Mixed        | Wagner Walbom Júlíana Isebarn              |